# Сарлосово вълче куче
Сарло̀совото вълче куче (на нидерландски: Saarlooswolfhond) е нидерландска порода кучета, получена от Лендер Сарлос при кръстосване на вълци и немски овчарки.
Първият опит на Сарлос е през 1925, когато той кръстосва вълчицата Фльор и мъжката немска овчарка Герхард фон Франсенем. След като експериментите продължили, били отбрани само най-здравите и психически стабилни кучета. След смъртта на Сарлос през 1969, жена му продължила опитите. Породата била призната от МФК през 1981. Оттогава сарлосовите вълчи кучета се използват в Холандия и Западна Европа като водачи на слепи и в екстремни ситуации. Влизат в групата на работните кучета.
Представителите на тази порода са независими и своенравни, но в същото време обичат стопанина си. Тези кучета, както и някои вълци, се държат на безопасно разстояние от хората или от животни, които могат да им навредят. Не нападат хората без причина и менят поведението си в зависимост от ситуацията. Те не могат да лаят. Имат чудесен ловен инстинкт и често се използват за лов.
Високи са между 60 и 75 см и тежат между 36 и 42 кг. Формата на главата им е близка до вълчата. Имат средно големи, жълти очи и средно големи, изправени уши. Опашката им има саблевидна форма. Биват във вълчи цвят, тъмносиви или кафяви.